# Neuron
V nervové soustavě je neuron nebo nervová buňka elektricky excitovatelná buňka, která přes neuronovou síť vysílá elektrické signály zvané akční potenciály. Neurony komunikují s jinými buňkami prostřednictvím synapsí, což jsou speciální spojení, která používají nepatrná množství chemických neurotransmiterů k přenosu elektrického signálu z presynaptického neuronu do cílové buňky přes synaptickou mezeru.
Neurony jsou hlavními složkami nervové tkáně u všech zvířat kromě houbovců a vločkovců. Rostliny a houby nemají nervové buňky. Molekulární důkazy naznačují, že schopnost generovat elektrické signály se v evoluci poprvé objevila asi před 700 až 800 miliony let. Předchůdci neuronů byly peptidergní sekreční buňky. Neuron jako základní jednotku nervové tkáně popsal roku 1835 Jan Evangelista Purkyně, i když někdy je tento objev připisován Španělovi Cajalovi, který vysvětlil jeho funkci. Neuronům pomáhají astrocyty.
Neurony jsou obvykle rozděleny do tří typů na základě jejich funkce. Smyslové neurony reagují na podněty, jako je dotyk, zvuk nebo světlo, a vysílají signály do míchy nebo mozku. Motorické neurony přijímají signály z mozku a míchy. Interneurony spojují neurony s jinými neurony ve stejné oblasti mozku nebo míchy. Když je více neuronů funkčně spojeno dohromady, tvoří to, co se nazývá nervový okruh.

## Stavba neuronu

### Tělo neuronu

Schematické znázornění neuronu a jeho funkcí

Tělo neuronu (perikaryon, neurocyt, soma) je ta část nervové buňky, ve které je uloženo jádro. Velikost perikaryonu se pohybuje od 6 μm (malé zrnité buňky kůry mozečku) do 100 μm (velké pyramidové neurony motorických oblastí mozkové kůry). Jádro je poměrně velké, kulovité nebo oválné, bývá v něm zpravidla jedno velké jadérko. V cytoplasmě těla (neuroplasma) jsou organely a struktury shodné s organelovou výbavou ostatních somatických buněk, zvláště vyniká granulární endoplasmatické retikulum, které v perikaryu tvoří dynamickou strukturu nazývanou Nisslova tigroidní substance, a Golgiho komplex, který byl poprvé popsán právě v nervové buňce. V těle neuronu, stejně tak i v jeho výběžcích, se nacházejí početné mitochondrie. Ve všech neuronech jsou lysosomy, které mohou obsahovat zrna (granula) pigmentů, lipofuchsinu a neuromelaninu.
Přestože se předpokládá, že plně diferencované neurony nemají schopnost mitotického dělení, v jejich cytoplasmě byly prokázány centrioly. V těle i výběžcích neuronu jsou specializovaná intermediální filamenta, neurofilamenta, a mikrotubuly, nazývané neurotubuly. Agregací neurofilament a neurotubulů vznikají neurofibrily, které se v histologických preparátech znázorňují impregnací těžkými kovy. Po mikrotubulech jsou ke vzdáleným zakončením dopravovány neuronální granule nesoucí mediátorovou RNA kódující proteiny potřebné v nervovém zakončení; i když obsahují faktory potřebné pro překlad mRNA, překlad mRNA je po dobu transportu zastaven. Neuronální granule hrají roli v regeneraci axonů a poruchy v transportu mRNA jsou spojeny s neuronálními poruchami.

### Výběžky neuronu
Výběžky neuronů jsou dvou typů:
- krátké – tzv. dendrity a jsou dostředivé
- dlouhé – tzv. neurity neboli axony a jsou odstředivé

Výběžky jsou integrální součástí neuronu. Při zničení neurocytu výběžky degenerují a zanikají. Je-li výběžek přerušen, ta část, která ztratí kontakt s neurocytem zaniká (Wallerova degenerace). Pahýl výběžku je schopen se regenerovat (Wallerova regenerace), proto je i při poškození nervu šance, že se jeho funkce časem plně obnoví.
Dendrity mají stejnou strukturu a neuroplasmy jako tělo neuronu. V místě odstupu od těla jsou tlusté, postupně se větví. Dendrity jsou většinou krátké, větví se v blízkosti neurocytu a nemají myelinovou pochvu. Na povrchu dendritů bývají přítomné dendritické trny.
Axon je vždy pouze jeden. V místě jeho odstupu na těle neuronu není patrná Nisslova substance, tato část těla se nazývá odstupový konus axonu. V cytoplasmě axonu (axoplasma) jsou podélně probíhající neurofilamenta, vyztužující axon.
Může se větvit a vytvářet kolaterály. Konečné rozdělení axonu se nazývá telodendron (telodendrie). Na distálním konci axonu je axoterminála, specializovaná sekreční struktura, která při podráždění uvolňuje neurotransmitery do synaptické štěrbiny.
Axony jsou většinou obaleny myelinovou pochvou. Výjimku tvoří neurony CNS, kde je asi 40 % axonů bez obalů (holá vlákna). Axon obalený pochvou se nazývá nervové vlákno. Pochva je vytvářena gliovými buňkami, Schwannovými buňkami na periferních nervech a oligodendrogliemi v CNS. Myelinová pochva vytvářena Schwannovými buňkami není souvislá, vytváří asi 1mm dlouhé segmenty, internodia, členěné Ranvierovými zářezy. V místech zářezu je na membráně axonu velké množství elektricky řízených iontových kanálů.
Může být velmi dlouhý, i několik metrů u velkých zvířat. U člověka je nejdelší axon asi 1 m dlouhý. Vede od páteře až po konečky prstů na nohou. [zdroj?]

## Rozdělení neuronů
Podle počtu a způsobu odstupu výběžků rozdělujeme neurony na několik typů:
- unipolární neurony
- bipolární neurony
- pseudounipolární neurony
- multipolární neurony

Unipolární neurony mají pouze jeden výběžek, a to axon. Dendrit je přeměněn na specializované zakončení (např. tyčinku), které nepřijímá aferenci od jiného neuronu (proto se nenazývá dendritem), ale samo vzruch tvoří na základě svého podráždění přijatou informací (např. světelným zářením o vhodné vlnové délce). Unipolární jsou smyslové neurony – primární smyslové buňky, tyčinky a čípky sítnice.
Bipolární neurony jsou opatřené jedním neuritem a jedním dendritem, které obvykle odstupují na opačných pólech buněčného těla. Je to například druhý neuron zrakové dráhy nebo čichové buňky.
Pseudounipolární neuron je zvláštní typ bipolárního neuronu. V blízkosti těla dendrit a axon splývají v jediný výběžek, dendraxon. Ten se po různě dlouhém průběhu ve tvaru písmene T opět rozděluje na výběžky dva. Pseudounipolární neurony jsou typické pro spinální ganglia a ganglia mozkových nervů.
Multipolární neurony jsou nejpočetnější. Z buněčného těla vystupuje několik dendritů a jeden axon, takže buňka má hvězdicovitý tvar. Multipolární neurony jsou „typické“ neurony.
Neurony můžeme rozdělit také podle délky axonu:
- Golgiho I.typ – neurony s dlouhým neuritem
- Golgiho II. typ – neurony s krátkým neuritem, který se rozvětvuje v blízkosti perikarya

Z hlediska funkce se neurony dělí na tři skupiny:
- Aferentní neurony – přivádějí informaci z receptorů do CNS.
- Eferentní neurony – vedou povelový vzruch z CNS do efektorů.
- Interneurony – vložené mezi aferentní a eferentní neurony.

## Funkce neuronu

### Neuronální membrána
Neurony jsou jedinečné v tom, že dokážou rychle přenášet informaci ve formě podráždění. Klíčovou strukturou k přenosu podráždění je specializovaná cytoplasmatická membrána neuronu, neuronální membrána.
V neuronální membráně se nachází množství různých typů iontových kanálů. Na membráně dendritů a těla, tam, kde nasedají synapse, převažují iontové kanály řízené chemicky, jinak převažují kanály řízené elektricky.
Za fyziologických podmínek je ve všech buňkách jiná koncentrace různých iontů než v mezibuněčném prostoru. Velké množství energie, která se uvolní při buněčném katabolismu, je použité k udržení tohoto stavu (ATPázová pumpa). U nervových buněk je nerovnováha mezi ionty uvnitř a vně buňky taková, že na membráně vzniká membránový potenciál, činící asi –50 až –90 mV. Vnitřní povrch membrány nese záporný náboj, vnější povrch má náboj kladný.
Zdrojem potenciálu je náboj nesený ionty, zejména K+, Na+, Cl– a anionty bílkovin. Ionty mohou volně přecházet přes membránu, iontovými kanály, což jsou místa pro jejich průchod, pronikají dovnitř a vně buňky mnohem rychleji. Propustnost iontových kanálů pro jednotlivé ionty je významně ovlivňována koncentrací intracelulárního Ca+.
V klidu je proto na membráně membránový potenciál, membrána je tedy polarizována.

### Akční potenciál

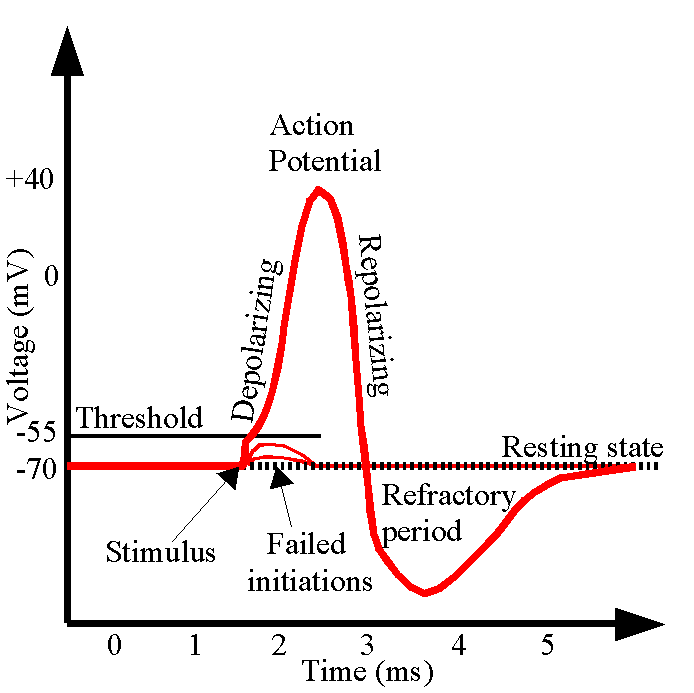
Schematický graf časového průběhu vzruchu

Membrána, na které převažují chemicky řízené iontové kanály (tj. postsynaptická membrána), je drážditelná chemickými podněty, především mediátorem. Odpověď na toto podráždění může být dvojí:
- Depolarizace – zvýšení permeability pro sodné, draselné a chloridové ionty
- Hyperpolarizace – zvýšení permeability pro draselné a chloridové ionty

To způsobí lokální změnu membránového potenciálu (místní podráždění) membrány. Ještě ale nedochází k šíření podráždění. Depolarizace membrány působí excitačně, hyperpolarizace naopak inhibičně. Chemicky řízené iontové kanály jsou rozhodující pro vzrušivost neuronu, díky nim dochází k modulaci signálu.
Membrána, na které převažují elektricky řízené iontové kanály, reaguje na podráždění podle zákona „vše nebo nic“. Buď reaguje vzruchem, nebo ne, a pokud ano, tak s nejvyšší možnou intenzitou. Ke vzniku vzruchu musí dojít k místní depolarizaci membrány, a náhlému rychlému poklesu membránového potenciálu. Prahová hodnota, při které dojde k otevření elektricky řízených iontových kanálů a ke vzniku vzruchu je –55 mV. Odstup od šumu neuronu je 3 až 30 dB.
Rychlost šíření akčního potenciálu závisí na obalech nervového vlákna – nemyelinizovaná vlákna vedou vzruchy rychlostí max. 2 m/s, naproti tomu tlustá myelinizovaná vlákna dokážou vést vzruchy rychlostí až 120 m/s.
Vlna depolarizace membrány, která nastává otevřením iontových kanálů, šířící se postupně po povrchu neuronu, se nazývá akční potenciál a je podstatou přenosu informací neurony.
Roztroušená skleróza je autoimunitní onemocnění, které ničí gliové buňky vytvářející pochvu. Tím je narušeno vedení vzruchu.

## Synapse
Neurony spolu komunikují pomocí vysoce specializovaných struktur zvaných synapse. Akční potenciál šířící se po povrchu neuronu způsobí uvolnění specifických látek, mediátorů (neurotransmiterů), do synaptické štěrbiny, prostoru mezi dvěma neurony. Mediátor způsobí podráždění chemicky řízených iontových kanálů na membráně druhého neuronu, může tak dojít ke vzniku dalšího akčního potenciálu.

## Rekordní délka
U velryb a sauropodních dinosaurů mohly axony neuronů dosáhnout až milionkrát větší délky než samotné tělo buňky - v některých případech mohly být neurony dlouhé i přes 30 metrů.